# Social turism
Social turism, eller välfärdsturism, är ett informellt och politiskt laddat begrepp som beskriver personer som flyttar från ett land till ett annat för att med inget eller lite förvärvsarbete utnyttja det mottagande landets sociala biståndssystem. Begreppet har i Sverige i första hand använts med avseende på migration inom Europeiska unionen. Flera studier på området har dock pekat på att social turism inte existerar som utbrett fenomen mellan unionens medlemsstater och att migranter från de östra delarna av unionen snarare har varit en nettovinst för den offentliga ekonomin.
Enligt undersökningar från 2013 har unionens utvidgning inte lett till någon betydande social turism. Studier pekar istället på att unionsmedborgare i första hand väljer att flytta från ett land till ett annat för att hitta arbete samt av familjeskäl. Samtidigt har det visat sig att migranter inte använder medlemsstaternas biståndssystem i någon större utsträckning än de egna medborgarna, med undantag för förmåner som har varit särskilt riktade mot dem. För det fall att försök till social turism ändå skulle förekomma har EU-domstolen slagit fast att unionsrätten ger medlemsstaterna rätt att neka ekonomiskt bistånd till unionsmedborgare som har tagit sig till en medlemsstat uteslutande för att utnyttja dess sociala biståndssystem.

## Exempel på användning av begreppet
Begreppet har använts i politiska sammanhang under flera årtionden. Ett tidigt exempel är när Västtysklands dåvarande arbetsminister Peter Clever 1989 använde ordet ”Sozialtourismus” för att beteckna de människor han fruktade skulle komma till Västtyskland för att utnyttja landets välfärdssystem.
Begreppet blev mer allmänt känt i Sverige i samband med östutvidgningen av Europeiska unionen den 1 maj 2004. Sveriges dåvarande statsminister Göran Persson använde begreppet i november 2003 för att argumentera för införandet av övergångsbestämmelser för arbetstagare från de nya medlemsstaterna. Han fick dock kritik från oppositionen för detta och några övergångsbestämmelser infördes aldrig i Sverige. De flesta andra medlemsstater införde dock övergångsbestämmelser som begränsade rätten för arbetstagare från de nya medlemsstaterna att ta anställning i övriga medlemsstater i upp till sju år, i enlighet med anslutningsfördraget 2003. Någon omfattande social turism, i form av unionsmedborgare som utnyttjade de sociala biståndssystemen i andra medlemsstater, uppkom dock aldrig.
Social turism har även vid senare tillfälle skapat stor debatt. Begreppet har till exempel använts i diskussioner om utsatta unionsmedborgare som tigger i andra medlemsstater än den där de är medborgare. Tiggeri räknas dock vanligtvis inte som social turism eftersom det sällan är relaterat till ett utnyttjande av de sociala biståndssystemen. Social turism var också en viktig del av den politiska debatten inför folkomröstningen om Storbritanniens EU-medlemskap den 23 juni 2016, som ledde till att en majoritet av de brittiska väljarna röstade för att lämna unionen. Bland annat hade landets dåvarande premiärminister David Cameron inför folkomröstningen uttryckt oro för att den fria rörligheten för personer inom Europeiska unionen missbrukades till förmån för välfärdsturism.